# Friedrich Maximilian Klinger
Friedrich Maximilian Klinger, orosz nevén: Fjodor Ivanovics Klinger (Frankfurt am Main, 1752. február 17. – Dorpat, 1831. március 9.) német író, drámaíró; az orosz cári hadsereg tábornoka. Egyik drámájáról nevezték el az irodalomtörténetben a Sturm und Drang irányzatot.

## Élete
Apját korán elvesztette, szorgalmával alacsony sorból küzdötte fel magát. A giesseni egyetemen jogot tanult. Megismerkedett Goethével, elkísérte őt Zürichbe. Fiatalkorában elsősorban drámákat írt. Később az osztrák hadseregben katonáskodott, majd 1870-ben orosz katonai szolgálatba lépett. Még ugyanabban az évben hadnagyi rangra emelték, nemességet kapott, Pavel Petrovics nagyherceg, – a későbbi I. Pál orosz cár – udvarmestere lett, akit elkísért európai körútjára. Az udvari körökhöz közel álló hölgyet vett feleségül, és ez segítette előmenetelében. 1801-ben a hadapród- (kadét-) iskola, 1802-ben a katonatiszti akadémia igazgatója lett, 1811-ben táborszernaggyá léptették elő. Gondnoka volt a dorpati egyetemnek és az egyetemre hagyta értékes könyvtárát.

## Írói munkássága
Életének első felében számos drámai művet írt. Ismertebbek a Die Zwillinge, a Konradin és a Sturm und Drang című munkái. Utóbbiról nevezték el azt az irodalmi irányzatot, amelyhez ő maga is sorolható.
A Sturm und Drang íróinak témáiban az irracionális, beteges végidők hangja szólal meg. Valamennyiüket kísérti az alvilági hatalmakkal szövetkező emberfölötti ember, Faust alakja. Klinger Faust-regénye (1791) középpontjában is olyan ember áll, aki minden vágyát teljesíteni tudja és lábbal tiporja az erkölcsi törvényeket.
Drámáinak, főként a Die Zwillingenek és a Sturm und Drangnak különösen tragikus atmoszférája van. Meg tudja találni az indulat mélyről felszakadó hangjait, az irodalomba beárad az irracionális világ. Alakjai a szenvedély magaslatán nem mondatokban, hanem csak félig értelmes, sejtető felkiáltásokban beszélnek. Klinger (és kortársa, Jakob Reinhold Michael Lenz, 1751–1792) irodalomtörténeti érdekessége az, hogy már mintegy százötven évvel korábban megvalósították az 1920-as–30-as évek expresszionista drámáinak követelményeit – állapítja meg Szerb Antal.
Vígjátékai kevésbé eredetiek, színpadon sem arattak nagy sikert. Népszerűbbek voltak regényei, melyekben Rousseau nézeteinek adott hangot, és durván realisztikus stílusa keveredik filozófiai reflexióival.

## Munkáiból

### Tragédiák
- Die Zwillinge (1776)
- Sturm und Drang (1776)
- Konradin (1784)
- Medea oder Das Schicksal (későbbi címe: Medea in Korinth, 1786)
- Damokles (1790)
- Medea auf dem Kaukasus (1791)

### Vígjátékok
- Die falschen Spieler (1782)
- Der Schwur (1783–1783)
- Die zwo Freundinnen (1788)

### Regények
- Fausts Leben, Thaten und Höllenfahrt (Szentpétervár, 1791)
- Geschichte Giafars des Barmeciden (Szentpétervár, 1792–1794)
- Geschichte Raphaels de Aquillas (1793)
- Reisen vor der Sündfluth (Riga, 1797)
- Der Weltmann und der Dichter (Lipcse, 1798)
- Sahir, Eva's Erstgeborener im Paradies (1798)